# Гремячка (Самарская область)
Гремя́чка — деревня в Хворостянском районе Самарской области. Входит в состав сельского поселения Владимировка.

## География
Деревня находится на расстоянии примерно 9 км (по прямой) на север от села Хворостянка, административного центра района.

## История
В советское время в деревне работали колхозы «Новый путь» и им. Ленина.

## Население
| 2010 |
| ---- |
| 84   |

### Национальный состав
Согласно результатам переписи 2002 года, в национальной структуре населения русские составляли 88 % из 101 чел.